# Vinorodna dežela Posavje
Vinorodna dežela Posavje je ena izmed treh slovenskih vinorodnih dežel. S površino okrog 7700 hektarov med njimi zaseda drugo mesto. Obsega področje zahodno od reke Sotle, Posavje, okolico reke Krke in Kolpe, tudi največje dolenjsko naselje, Novo mesto, je obkroženo z vinogradi. Za to območje so značilne številne zidanice